# SICK'S
「SICK'S」（シックス）は、SuGのメジャー13枚目のシングル。2015年12月16日にポニーキャニオンから発売された。

## 概要
テーマは’’現代病’’。社会風刺のようでいて、恋や夢といった抑えきれない衝動を力強く肯定し、すべてのリスナーを鼓舞激励する想いが込められた楽曲。
SuG初の試みとなるGIFアニメによるアニメーションアーティスト写真が公開され話題となった。
販売形態はSuGショップ限定盤、初回限定盤、通常盤の3形態。SuGショップ限定盤は写真集付き仕様。（販売終了）初回限定盤にはDVDが付属している。また通常盤にのみ「JUICY」が収録されている。

### SuGショップ限定盤
CD
1. SICK'S
作詞：武瑠　作曲：yuji　編曲：HearTribe
2. ゆりかご
作詞／作曲：武瑠　編曲：Tom-H@ck

特典
1. CDトレイ一体型48ページ写真集

### 初回限定盤
CD
1. SICK'S
2. ゆりかご

DVD
1. 「SICK'S」Music Video
2. 「SICK'S」Music Video Shooting OFFSHOT

### 通常盤
CD
1. SICK'S
2. JUICY
作詞：武瑠　作曲：masato
3. ゆりかご

## 品番
- SuGショップ限定盤：PCCA-00034
- 初回限定盤：PCCA-04309
- 通常盤：PCCA-04310